# تامی کوپر
تامی کوپر (انگلیسی: Tommy Cooper؛ ‏ ۱۹ مارس ۱۹۲۱ – ۱۵ آوریل ۱۹۸۴) بازیگر و کمدین اهل ولز بود. وی بین سال‌های ۱۹۴۷ تا ۱۹۸۴ میلادی فعالیت می‌کرد.
او در سال ۱۹۸۴ و در حین اجرای زنده در تلویزیون در مقابل دیدگان ۱۲ میلیون بیننده بر اثر سکتهٔ قلبی بر روی سن درگذشت و مردم به خیال اینکه این اتفاق هم بخشی از نمایش اوست، به او می‌خندیدند و دست می‌زدند!